# Puma (transporte blindado)
El Puma es un blindado de transporte de tropas (APC) ligero sobre ruedas diseñado para operaciones de combate de baja intensidad, para la exploración y el uso por la caballería. Este vehículo es producido en dos versiones Puma 4×4 y Puma 6×6 con diferencias en la tracción y el tamaño, así como en la capacidad de transporte.

## Diseño
El vehículo Puma producido por el Consorcio Iveco Fiat-Oto Melara responde a una necesidad específica del ejército italiano. La compañía ganó una licitación para la construcción de algunas variantes del vehículo, incluyendo un modelo como plataforma para el lanzamiento de misiles anti-tanque, uno portamortero, un vehículo ambulancia y otro para seguridad pública. De hecho, el Puma fue concebido con el propósito expreso de proporcionar una gama completa de vehículos de combate ligeros, pero las variantes antes mencionadas no han entrado en producción aún.
Al final de 1999 el Ejército italiano había realizado un pedido de 580 blindados Puma: 250 en la configuración 6×6 y 330 en la configuración y 4×4. Las entregas se distribuirán entre los años 2001 y 2004. Inicialmente pensado como complemento del Centauro, luego fue adoptado por otros departamentos.
Actualmente la versión 4x4 está en servicio en los 8 regimientos de caballería y siendo helitransportable por el helicóptero CH 47 del Ejército de Aviación está en servicio en el 4º Regimiento Ranger Monte Cervino y el 66º Regimiento de Infantería Aerotransportada. Mientras que la versión 6x6, aerotransportable mediante el C130J de la Fuerza Aérea, está en servicio en el 9º Regimiento de Comandos Paracaidistas Col Moschin, con los tres Regimientos Paracaidistas Folgore, con el 1.er Regimiento de Carabineros Paracaidistas "Tuscania" y con los 6 Regimientos Alpinos de las dos Brigadas Alpinas.
En el servicio italiano la variante 4x4 lleva dos soldados, además del conductor y el artillero, y se usa en pares para el reconocimiento del campo de batalla. La versión 6X6 lleva cuatro soldados más conductor y artillero, y junto con otro Puma 6X6 puede llevar a todo un escuadrón de infantería italiana de ocho hombres.
En 2007, el ejército italiano ordenó 19 torretas de control remoto HITROLE con ametralladora de 12,7 mm a Oto Melara y tiene previsto añadir una armadura adicional para el vehículo.
En marzo de 2013, Italia donó 20 de sus vehículos 4x4 Puma al Ejército Nacional Libio para enfrentarse a las amenazas terroristas y reafirmar los lazos de amistad con la ex-colonia.

## Armamento
El VBLM Puma puede ser armado con ametralladora 12,7 mm o 7,62 mm, asimismo puede armarse con un misil anticarro MILAN con un alcance máximo de 3,75 kilómetros o un misil antiaéreo MBDA Mistral. Estas armas son montadas sobre el techo y operadas por el comandante.

## Protección
El casco del vehículo se compone de varias placas de acero soldadas a la parte superior e inferior permitiendo la protección contra armas pequeñas. Los lados del casco se componen de placas de acero fijadas con soldadura. El vehículo está equipado con una protección NBQ, que también incluye un sistema de aire acondicionado. El compartimento está equipado con un sistema de detección de incendios con extinción automática. También tiene instalados un grupo de tres lanza-fumígenos de manera que genera una cortina de humo alrededor del vehículo.
El asiento del conductor se encuentra en la sección izquierda y cuenta con tres periscopios y un sistema para la visión nocturna. Por otra parte, el puesto del comandante se halla al centro del casco y tiene 5 periscopios que permiten un visión de 360 °. El compartimiento del motor está en la parte delantera del vehículo.

## Propulsión
El Puma está equipado con un motor turbodiésel de cuatro cilindros enfriado por aire, fabricado por Iveco. La transmisión automática producida por ZF se construye bajo licencia de la misma Iveco y está equipado con cinco velocidades incluyendo la primera y la marcha atrás.
La suspensión es independiente en cada rueda. La tracción del vehículo es del tipo integral para todos los modelos. La velocidad máxima del vehículo es de 110 km/h en carretera. Este vehículo no tiene capacidades anfibias, pero puede hacer frente a vados de una profundidad máxima de hasta un metro. El blindaje, el peso y el tamaño, son particularmente adecuados para ser transportado por aire.

## Usuarios
Italia
- 250 Puma 6×6 y 330 Puma 4×4 para el Ejército y los Carabinieri.

 Argentina
- 2 Puma para entrenamiento de los cascos azules del Ejército Argentino.[4]

 Yibuti
- 3 Puma.[5]

 Libia
- 20 Puma 4×4 cedidos por Italia al nuevo Ejército Libio.[6]

### Vehículos similares
- VBL (Vehicule Blindé Legèr) de Francia
- Komatsu LAV de Japón
- Otokar Cobra de Turquía